# 特定免税店制度 (沖縄)

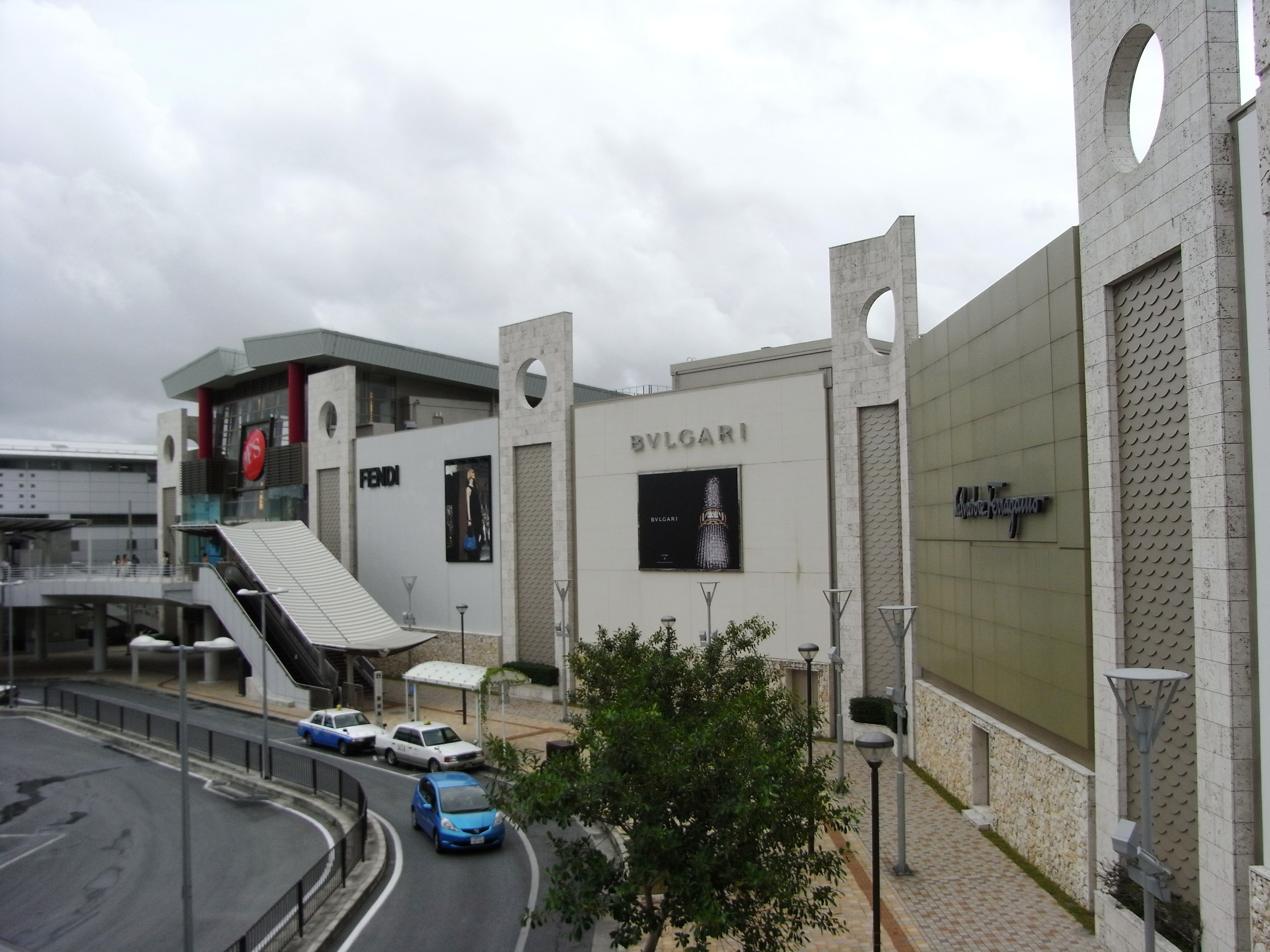
DFSギャラリア・沖縄

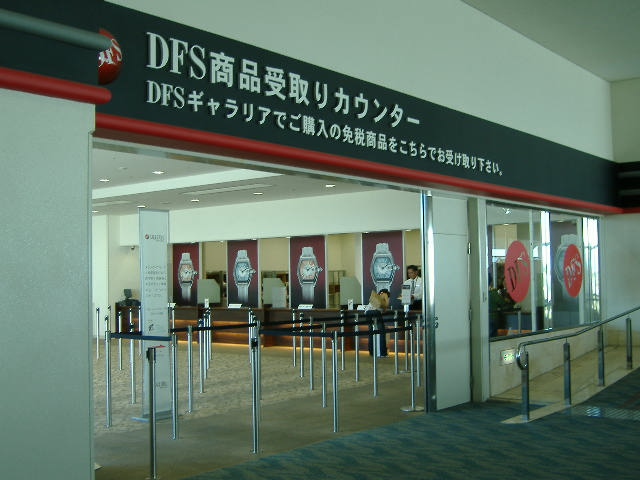
那覇空港内にある受取りカウンター

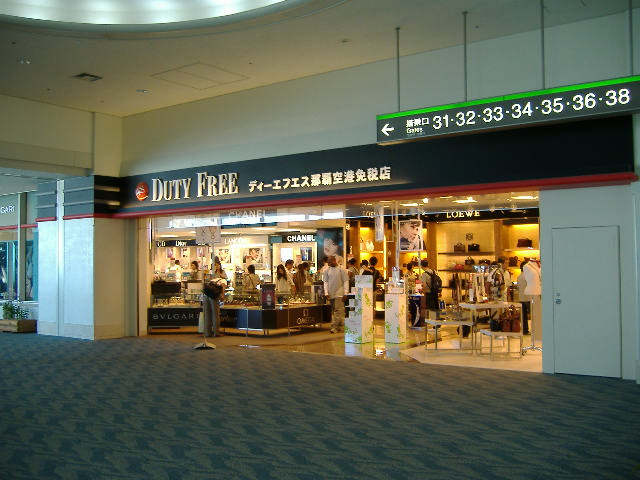
那覇空港国内線ターミナルの免税店

特定免税店制度（とくていめんぜいてんせいど）とは、2002年（平成14年）の沖縄振興特別措置法の改正によって創設された、沖縄県限定の新しい免税店制度である。

## 概要
香水・バッグなどのいわゆるブランド物など、全て取扱商品（最大購入金額20万円まで）の関税が免除されるというもの。酒税、たばこ税、消費税等は免税にならない。那覇空港、宮古空港、下地島空港又は那覇港発の沖縄県外（従って、いわゆる本土のみならず与論空港・奄美空港行きを含む）への国内線航空券、乗船券があれば（現在は電子航空券になったため、搭乗手続き予定日と便名を申告すればよい）、外国人や沖縄県在住の人も免税価格で購入できる。ウイスキーも販売されているが、ウイスキーは現在関税が無税のため通常の販売となる。ルイ・ヴィトンやシャネルやグッチなど、一部のブランドの商品は、販売元の意向でこの制度の適用外なので、免税価格で買うことができない（その代わり、国内線航空券が無くても自由に購入できる）。なお、本土からの観光客でも、沖縄本島を観光した後、石垣島などの離島へ向かい、帰路は離島から東京や大阪などへの直行便を利用する場合は特定免税店でのショッピングはできない（これらの離島空港には商品引き渡しのためのカウンターが設置されていないため）。
2018年（平成30年）7月現在、那覇空港国内線ターミナルビルのDFS免税店と、那覇市おもろまちにある「DFSギャラリア・沖縄」が指定されている。おもろまちで購入した品物は、空港又は那覇港泊ふ頭の引渡施設で搭乗手続き後に受け取ることになる。
「たばこ」購入に関して2018年7月現在、那覇空港から海外に渡航する旅客を対象に、那覇市おもろまちにある「DFSギャラリア・沖縄」で「たばこ」を免税で購入後、那覇空港の国際線ターミナルにある受取りカウンターで、商品を受取ることが出来るが、これは特定免税店制度によるものではなく、関税法に基づく保税売店の制度によるものであり、他の空港においても通常の海外旅行の際に利用できる制度である。